# Telde (Gerichtsbezirk)
Der Gerichtsbezirk Telde ist einer der sieben Gerichtsbezirke in der Provinz Las Palmas.
Der Bezirk umfasst 4 Gemeinden auf einer Fläche von 259,01 km² mit dem Hauptquartier in Telde.

## Gemeinden
| Gemeinde                    | Einwohner (2024) | Fläche km² | Dichte Einw./km² | Cod INE | Postleitzahl                            |
| --------------------------- | ---------------- | ---------- | ---------------- | ------- | --------------------------------------- |
| Agüimes                     | 33.179           | 79,28      | 419              | 35002   | 35118, 35119, 35260, 35270              |
| Ingenio                     | 32.747           | 38,15      | 858              | 35011   | 35250                                   |
| Telde                       | 102.867          | 102,43     | 1.004            | 35026   | 35200, 35210–35215, 35218, 35229, 35259 |
| Valsequillo de Gran Canaria | 9.768            | 39,15      | 250              | 35031   | 35216, 35217                            |
| Gerichtsbezirk Telde        | 178.561          | 259,01     | 689              | –       | –                                       |